# ジョン・ウッド (探検家)
ジョン・ウッド（John Wood、1812年 - 1871年11月14日）は、スコットランド人のイギリス海軍士官、サーベイヤー（測量師）、地図作成者、探検家であり、おもに中央アジアの探険で知られている。
スコットランドのパースに生まれ、パース・アカデミーで学んだ後、イギリス領インド海軍に加わってすぐ測量に才能を発揮した。編纂にあたった南アジア各地の地図の多くは、その後も19世紀を通して標準的な地図としての地位を保ち続けた。
1835年、22歳のときにはインダス川を初めて遡行した蒸気船の指揮を執り、その遡行の行程で沿岸部の測量を行なった。4年後、中央アジアを探険する探検隊を率い、オクソス川という名で知られていたアムダリヤ川の源流のひとつを発見した。この業績を王立地理学会に認められ、1841年には金メダル（パトロンズ・メダル）を拝領した。
中央アジアへの探険後はニュージーランドのウェリントンで1年を過ごし、その後はインドに戻って北インドのシンド（現在は、パキスタンの一部）に定住した。1871年にはイギリスへの帰国を決意し、帰国前の最後の旅行としてパンジャーブのシムラー（現在は、インド・ヒマーチャル・プラデーシュ州の州都）へ赴くも病に倒れ、病身を押して船便で帰国したが、帰国から2週間後の11月14日に死去した。

## 著書
- Narrative of a Journey to the Source of the River Oxus, London: John Murray, 1841.
- Twelve Months in Wellington, London: Pelham Richardson, 1843.